# اونسباخ
اونسباخ (به آلمانی: Önsbach) یک منطقهٔ مسکونی در آلمان است که در آخرن واقع شده‌است.